# Kirgizisztán a 2016. évi nyári olimpiai játékokon
Kirgizisztán a Brazília Rio de Janeiróban megrendezett 2016. évi nyári olimpiai játékok egyik részt vevő nemzete volt. Az országot az olimpián 6 sportágban 19 sportoló képviselte, akik érmet nem szereztek.
A férfi súlyemelés 69 kg-os súlycsoportban a bronzérmes kirgiz Izzat Artykov még az olimpián doppinggal megbukott. Érmétől megfosztották.

## Atlétika
Férfi
| Versenyző    | Versenyszám | Döntő   | Döntő    |
| Versenyző    | Versenyszám | Idő     | Helyezés |
| ------------ | ----------- | ------- | -------- |
| Ilya Tyapkin | Maraton     | 2:23:19 | 86.      |

Női
| Versenyző                 | Versenyszám | Döntő    | Döntő    |
| Versenyző                 | Versenyszám | Idő      | Helyezés |
| ------------------------- | ----------- | -------- | -------- |
| Darya Maslova             | 10 000 m    | 31:36,90 | 19.      |
| Julija Arhipova-Andrejeva | Maraton     | 2:40:34  | 59.      |
| Mariya Korobitskaya       | Maraton     | 2:47:53  | 94.      |
| Viktoriia Poliudina       | Maraton     | 2:41:37  | 62.      |

## Birkózás

### Férfi
Kötöttfogású
| Versenyző           | Versenyszám | Selejtező                     | Nyolcaddöntő                     | Negyeddöntő       | Elődöntő          | Vigaszág első kör | Vigaszág elődöntő      | Bronz- mérkőzés                  | Döntő             | Helyezés |
| Versenyző           | Versenyszám | Ellenfél Eredmény             | Ellenfél Eredmény                | Ellenfél Eredmény | Ellenfél Eredmény | Ellenfél Eredmény | Ellenfél Eredmény      | Ellenfél Eredmény                | Ellenfél Eredmény | Helyezés |
| ------------------- | ----------- | ----------------------------- | -------------------------------- | ----------------- | ----------------- | ----------------- | ---------------------- | -------------------------------- | ----------------- | -------- |
| Arszen Eralijev     | 59 kg       | erőnyerő                      | Ismael Borrero (CUB) · 3–6       |                   |                   |                   | Wang Lumin (CHN) · 4–2 | Elmurat Taszmuradov (UZB) · 8–13 |                   | 5.       |
| Ruslan Tsarev       | 66 kg       | erőnyerő                      | Tarek Aziz Benaissza (ALG) · 0–6 | kiesett           | kiesett           | kiesett           | kiesett                | kiesett                          | kiesett           | 17.      |
| Zsanarbek Kenzsejev | 85 kg       | Denis Kudla (GER) · 0–2       | kiesett                          | kiesett           | kiesett           | kiesett           | kiesett                | kiesett                          | kiesett           | 15.      |
| Murat Ramonov       | 130 kg      | Szergej Szemjonov (RUS) · 4–8 | kiesett                          | kiesett           | kiesett           | kiesett           | kiesett                | kiesett                          | kiesett           | 11.      |

Szabadfogású
| Versenyző        | Versenyszám | Selejtező         | Nyolcaddöntő                        | Negyeddöntő                   | Elődöntő          | Vigaszág első kör | Vigaszág elődöntő | Bronz- mérkőzés   | Döntő             | Helyezés |
| Versenyző        | Versenyszám | Ellenfél Eredmény | Ellenfél Eredmény                   | Ellenfél Eredmény             | Ellenfél Eredmény | Ellenfél Eredmény | Ellenfél Eredmény | Ellenfél Eredmény | Ellenfél Eredmény | Helyezés |
| ---------------- | ----------- | ----------------- | ----------------------------------- | ----------------------------- | ----------------- | ----------------- | ----------------- | ----------------- | ----------------- | -------- |
| Magomed Muszajev | 97 kg       | erőnyerő          | Dorjkhandyn Khüderbulga (MGL) · 9–0 | Valerij Andrijcev (UKR) · 2–5 | kiesett           | kiesett           | kiesett           | kiesett           | kiesett           | 9.       |
| Ayaal Lazarev    | 125 kg      | erőnyerő          | Robert Baran (POL) · 1–5            | kiesett                       | kiesett           | kiesett           | kiesett           | kiesett           | kiesett           | 15.      |

### Női
Szabadfogású
| Versenyző           | Versenyszám | Selejtező         | Nyolcaddöntő                | Negyeddöntő             | Elődöntő                       | Vigaszág első kör | Vigaszág elődöntő | Bronz- mérkőzés          | Döntő             | Helyezés |
| Versenyző           | Versenyszám | Ellenfél Eredmény | Ellenfél Eredmény           | Ellenfél Eredmény       | Ellenfél Eredmény              | Ellenfél Eredmény | Ellenfél Eredmény | Ellenfél Eredmény        | Ellenfél Eredmény | Helyezés |
| ------------------- | ----------- | ----------------- | --------------------------- | ----------------------- | ------------------------------ | ----------------- | ----------------- | ------------------------ | ----------------- | -------- |
| Ajszuluu Tinibekova | 58 kg       | erőnyerő          | Joice da Silva (BRA) · 11–8 | Petra Olli (FIN) · 14–7 | Valerija Zsolobova (RUS) · 1–4 |                   |                   | Száksi Malik (IND) · 5–8 |                   | 5.       |

## Cselgáncs
Férfi
| Versenyző         | Versenyszám | Selejtező         | 32-es főtábla                           | Nyolcaddöntő                         | Negyeddöntő                             | Elődöntő          | Vigaszág elődöntő                 | Bronz- mérkőzés   | Döntő             | Helyezés |
| Versenyző         | Versenyszám | Ellenfél Eredmény | Ellenfél Eredmény                       | Ellenfél Eredmény                    | Ellenfél Eredmény                       | Ellenfél Eredmény | Ellenfél Eredmény                 | Ellenfél Eredmény | Ellenfél Eredmény | Helyezés |
| ----------------- | ----------- | ----------------- | --------------------------------------- | ------------------------------------ | --------------------------------------- | ----------------- | --------------------------------- | ----------------- | ----------------- | -------- |
| Otar Bestayev     | Légsúly     | erőnyerő          | Ahmed Abdelrahman (EGY) · 101(1)-000(1) | Orkhan Safarov (AZE) · 001(2)–110(2) | kiesett                                 | kiesett           |                                   |                   |                   | 9.       |
| Jurij Krakoveckij | Nehézsúly   |                   | André Breitbarth (GER) · 100(1)-000(1)  | Yakiv Khammo (UKR) · 111(0)-000(0)   | Abdullo Tangriyev (UZB) · 001(0)–100(1) |                   | Alex García (CUB) · 000(1)–100(0) | kiesett           |                   | 7.       |

## Ökölvívás
Férfi
| Versenyző          | Versenyszám  | Selejtező                        | Nyolcaddöntő      | Negyeddöntő       | Elődöntő          | Döntő             | Helyezés |
| Versenyző          | Versenyszám  | Ellenfél Eredmény                | Ellenfél Eredmény | Ellenfél Eredmény | Ellenfél Eredmény | Ellenfél Eredmény | Helyezés |
| ------------------ | ------------ | -------------------------------- | ----------------- | ----------------- | ----------------- | ----------------- | -------- |
| Erkin Adylbek Uulu | Félnehézsúly | Juan Carlos Carrillo (COL) · 0-3 | kiesett           | kiesett           | kiesett           | kiesett           | 17.      |

## Súlyemelés
Férfi
| Versenyző     | Versenyszám | Szakítás | Szakítás | Lökés    | Lökés    | Összesen | Helyezés |
| Versenyző     | Versenyszám | Eredmény | Helyezés | Eredmény | Helyezés | Összesen | Helyezés |
| ------------- | ----------- | -------- | -------- | -------- | -------- | -------- | -------- |
| Izzat Artikov | 69 kg       | kizárták | kizárták | kizárták | kizárták | kizárták | kizárták |

Női
| Versenyző      | Versenyszám | Szakítás | Szakítás | Lökés    | Lökés    | Összesen | Helyezés |
| Versenyző      | Versenyszám | Eredmény | Helyezés | Eredmény | Helyezés | Összesen | Helyezés |
| -------------- | ----------- | -------- | -------- | -------- | -------- | -------- | -------- |
| Zhanyl Okoyeva | 48 kg       | 72       | 11.      | 97       | 8.       | 169      | 10.      |

## Úszás
Férfi
| Versenyző       | Versenyszám | Előfutam | Előfutam | Előfutam | Elődöntő | Elődöntő | Elődöntő | Döntő   | Döntő    |
| Versenyző       | Versenyszám | Idő      | Hely.    | Össz.    | Idő      | Hely.    | Össz.    | Idő     | Helyezés |
| --------------- | ----------- | -------- | -------- | -------- | -------- | -------- | -------- | ------- | -------- |
| Denis Petrashov | 200 m mell  | 2:16,57  | 6.       | 38.      | kiesett  | kiesett  | kiesett  | kiesett | kiesett  |

Női
| Versenyző      | Versenyszám | Előfutam | Előfutam | Előfutam | Elődöntő | Elődöntő | Elődöntő | Döntő   | Döntő    |
| Versenyző      | Versenyszám | Idő      | Hely.    | Össz.    | Idő      | Hely.    | Össz.    | Idő     | Helyezés |
| -------------- | ----------- | -------- | -------- | -------- | -------- | -------- | -------- | ------- | -------- |
| Darja Talanova | 100 m mell  | 1:10,94  | 3.       | 34.      | kiesett  | kiesett  | kiesett  | kiesett | kiesett  |